# Heinrich II. (Hoya)

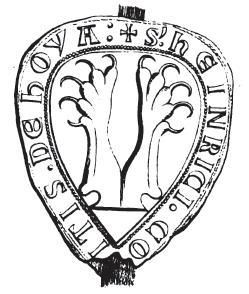
Siegel Heinrichs II. von Hoya

Heinrich II. von Hoya († 25. Januar 1290), genannt Heinrich mit dem Beile, war 1235 bis 1290 regierender Graf von Hoya.

## Leben und Wirken
Als Sohn von Heinrich I. von Hoya und Richenza von Wölpe übernahm Heinrich II. nach dem Tode seines Vaters 1235 die Herrschaft über die Grafschaft Hoya. Seinen Beinamen erhielt er in zeitgenössischen Chroniken deshalb, weil er bei kriegerischen Auseinandersetzungen mit besonderer Gewalt und Rohheit vorgegangen sein soll. Vor allem ging er gegen die Bischöfe von Minden vor, indem er das Territorium seiner Grafschaft Richtung Süden ausweitete. Mit Errichtung von Burgen in Liebenau und Steyerberg sicherte er die neue Grenze gegen Minden und festigte seine Macht.
Heinrich wurde im Kloster Loccum beigesetzt.

## Nachkommen
Mit Jutta von Ravensberg, Tochter von Ludwig von Ravensberg, soll Heinrich 25 legitime Kinder gehabt haben, von denen mindestens 8 das Erwachsenenalter erreichten:
- Elisabeth († 1320) ⚭ Heinrich V. von Regenstein
- Ermengard ⚭ Heinrich V. von Oldenburg-Bruchhausen
- Gerhard († 1313), regierte 1290–1313 die Grafschaft Hoya
- Heinrich († 1302), Dominikaner und Domherr in Bremen
- Jutta ⚭ Ludolf von Steinfurt
- Otto (1271–1324), regierte nach seinem Bruder Gerhard 1313–1324 die Grafschaft Hoya
- Richza (Richenza) ⚭ Johann I. von Oldenburg
- Sophie († 1324), 1294–1301 Äbtissin in Bassum